# Lankascincus taprobanensis
Lankascincus taprobanensis — вид сцинкоподібних ящірок родини сцинкових (Scincidae). Ендемік Шрі-Ланки.

## Поширення і екологія
Lankascincus taprobanensis широко поширені на півдні Центрального нагір'я на острові Шрі-Ланка, зокрема в національному парку Плато Гортона, в заповіднику Хакгала, в горах Намунукула та в околицях міста Нувара-Елія. Вони живуть у вологих тропічних лісах в горах і передгір'ях, на луках та на чайних плантаціях. Зустрічаються на висоті від 900 до 2300 м над рівнем моря. Живляться комахами. Відкладають яйця, в кладці 2 яйця.

## Збереження
МСОП класифікує цей вид як такий, що перебуває під загрозою зникнення. Lankascincus taprobanensis загрожує знищення природного середовища.